# Naissance en 1325
Naissance
- 1321
- 1322
- 1323
- 1324
- 1325
- 1326
- 1327
- 1328
- 1329

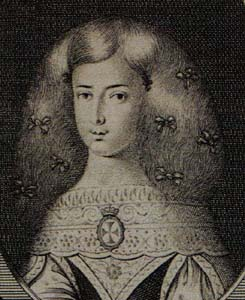
Inés de Castro, née en 1325.

Cette page dresse une liste de personnalités nées au cours de l'année 1325  :
- 1er mars: Gidō Shūshin, sommité japonais de la secte zen rinzai, maître de la poésie et de la prose en littérature chinoise de la (Littérature des cinq montagnes).
- 12 mai : Robert II du Palatinat, comte palatin, puis fut électeur palatin du Rhin et comte palatin du Haut-Palatinat.

- Aymar d'Aigrefeuille, maréchal de la Cour pontificale d'Avignon.
- Arnaud de Corbie,  homme politique français, conseiller des rois Charles V et Charles VI.
- Étienne de La Grange, homme politique français de l'entourage des conseillers des rois Charles V et Charles VI désignés sous le nom de Marmousets par leurs détracteurs.
- Étienne de Montfaucon,  seigneur de Montfaucon et comte de Montbéliard.
- Philippe de Moulins, évêque d'Évreux.
- Éléonore de Sicile, reine consort d'Aragon.
- Domenico Fregoso, ou Domenico Campofregoso, doge de Gênes.
- Grégoire XII, pape.
- Robert Knolles, personnalité militaire anglaise considérée comme l'un des grands capitaines de la guerre de Succession de Bretagne et du début de la guerre de Cent Ans.
- Pandolfo II Malatesta, condottiere italien.
- Dalmasio Scannabecchi, ou Dalmasio di Jacopo degli Scannabecchi, peintre italien.
- Nicola Spinelli, jurisconsulte et un homme politique au service de la reine Jeanne ainsi que des papes Urbain V et Grégoire XI, promoteur du royaume de Naples auprès de la Cour pontificale, garde des Sceaux du royaume de Naples, comte de Gioia, sénéchal de Provence (1370-1376), capitaine pontifical et sénéchal du Piémont, puis grand chancelier du royaume de Naples.
- Choi Mu-seon, scientifique, inventeur et commandant militaire coréen de la fin de la période Goryeo.
- Assar Tabrizi, poète persan.
- Uzana II, sixième et dernier souverain du royaume de Pinya, dans le centre de l'actuelle Birmanie (République de l'Union du Myanmar).
- Filippo Villani,  écrivain, chroniqueur florentin.

date incertaine (vers 1325)
- Inés de Castro, reine consort de Portugal.
- Mathilde de Gueldre, duchesse de Gueldre et comtesse de Zutphen.
- Robert de Hales, grand maître des chevaliers hospitaliers d’Angleterre.
- Juliana de Tver,  grand-duchesse de Lituanie.

## Crédit d'auteurs
- Cet article est partiellement ou en totalité issu de l'article intitulé « 1325 » (voir la liste des auteurs).